# Стадницькі
Помилка Lua у Модуль:Navbar у рядку 61: Неприпустима назва {{subst:PAGENAME}}.
Стадницькі гербу Шренява (пол. Stadnicki) — шляхетський рід Королівства Польського.
Представлений спочатку в Краківському та Руському воєводствах, пізніше — у Подільському. Дідичне володіння — Жмиґрод (пол. Żmigród). Тривалий час були власниками смт Немирів.

## Походження прізвища
Згідно з сімейною легендою, предки роду мали чарівного коня, який, будучи проданий, повертався додому, ведучи з собою табун коней (пол. stado koni). Від того ніби-то пішло прізвище Стадницькі. На цей сюжет була написана картина відомого польського художника доби романтизма Януарія Суходольського, яка знаходилася у маєтку Стадницьких в Отрокові.

## Представники
- Марцін — краківський воєвода
- Марек — сондецький каштелян
- Миколай — белзький воєвода
- Миколай — балинський староста[2]
- Юзеф Антоній (†1737) — каштелян любачівський, белзький, дружина — донька теребовлянського старости NN. Маковецька
- Констанція — дружина князя Дмитра Полубинського

- Анджей Самуель — любачівський каштелян, похований в Ліську
  - Ян Адам

- Станіслав — перемиський каштелян, маршалок Коронного Трибуналу, дружини: Ядвіга з Плешевичів Фредро, Гелена з Обор Лесновольська
  - Ян Адам — підчаший краківський, дружина — Барбара Корицінська

- Станіслав — сондецький каштелян
  - Адам Александер
    - Миколай Геронім (†1624) — помер у віці 24 років, був похований в костелі Перемишля
    - Ян Казімеж — воював проти татар 1629 поблизу Бурштина, дружина — донька Валентія Александера Калиновського Ізабелла

  - Беата — монахиня, Шимон Окольський вказував про її заслуги перед монастирем домініканців у Мостиськах

- Марек — дідич Дубецька, дружина — Барбара Зборовська.
  - Марцін — сяноцький каштелян, дружина — Бялобжеська гербу Абданк.
  - Станіслав — староста сігулдський (зиґвульський).

- Антоній — староста остшешувський та вишогрудський, друга дружина — Тереса з Потоцьких г. Шренява, донька Францішека
  - Францішек (1742—1810) — син Тереси, староста остшешувський, барський конфедерат, у 1783 році отримав титул австірйського графа, дружина — Тереса Венжик
    - Антоній Вацлав Міхал Еґідіуш Франціщек (1771, Опатув, Серадзьке в-во-1836) — зем'янин, історик, дружина — Юзефа з Яблоновських[3]
      - Александер — історик, член Галицького станового сейму[4]
      - Казімеж Пйотр Геронім — історик, правник, не одружився[5]

- Ксаверій Стадницький, дружина Розалія з Модзелевських
  - Владислав Стадницький (1829—?), власник с. Отроків, дружина Марія Дзялинська (1851—?) з м.Троянів[6].